# Eugenia michoacanensis
Eugenia michoacanensis är en myrtenväxtart som beskrevs av Cyrus Longworth Lundell. Eugenia michoacanensis ingår i släktet Eugenia och familjen myrtenväxter. Inga underarter finns listade i Catalogue of Life.